# Jurickson Profar
Jurickson Barthelomeus Profar (Willemstad, 20 februari 1993) is een Curaçaos honkballer die vooral als derde honkman bij zijn vorige clubs speelde. Inmiddels speelt hij bij zijn huidige team in het linksveld.
Profar kwam in 2010 op 17-jarige leeftijd in de opleidingsteams van de Texas Rangers. Op 2 september 2012 maakte hij voor de Rangers zijn debuut in de Major League Baseball (MLB). Vanwege schouderblessures miste hij de seizoenen 2014 en 2015. In 2016 keerde Profar terug in het team van de Rangers en kende in het seizoen 2018, waarin hij 20 homeruns sloeg, zijn echte doorbraak. Na dat seizoen werd hij verhandeld aan de Oakland A's. Ook hier sloeg hij 20 homeruns en aan het einde van het seizoen werd hij als onderdeel van een spelersruil voor het seizoen 2020 overgedaan aan de San Diego Padres. Op 21 maart 2023 tekende hij een 1-jarig contract bij de Colorado Rockies. Per 1 september 2023 keerde hij terug bij de San Diego Padres en in 2024 behaalde hij zelfs een uitzonderlijk hoogtepunt: speler van het MLB All-Star team. Sinds 23 januari 2025 speelt hij voor de Atlanta Braves. Hij tekende een 3-jarig contract voor $42 miljoen. Op 31 maart 2025 werd Profar geschorst voor 80 wedstrijden, wegens een positieve test op het gebruik van een prestatie-verbeterende-drug (Performance Enhancing Drug). Sinds 2 juli is hij weer actief en presteert hij op hoog niveau.   
Met het team van het Koninkrijk der Nederlanden nam Profar deel aan de World Baseball Classic 2013, 2017 waarin Nederland beide keren als vierde eindigde.